# Baiersdorf
Baiersdorf est une ville de Bavière en Allemagne.